# Paula Cox
Paula Cox, född 1964, är en bermudansk politiker. 
Hon var premier på Bermuda 2010–12. 
Hon är medlem i Council of Women World Leaders. 